# 查氏無線鰨
查氏無線鰨為輻鰭魚綱鰈形目鰨亞目舌鰨科的其中一種，為熱帶魚類，分布於東太平洋加利福尼亞灣至祕魯半鹹水、海域，棲息深度0-60公尺，體長可達25公分，棲息在泥底質紅樹林、河口區，生活習性不明，可作為食用魚。